# Eotetranychus chuandanicus
Eotetranychus chuandanicus är en spindeldjursart som beskrevs av Ma och Yuan 1982. Eotetranychus chuandanicus ingår i släktet Eotetranychus och familjen Tetranychidae. Inga underarter finns listade i Catalogue of Life.